# Matthias Trübner
Matthias Trübner (13 de junio de 1955) es un deportista de la RDA que compitió en bobsleigh en las modalidades doble y cuádruple.
Ganó una medalla de oro en el Campeonato Mundial de Bobsleigh de 1985 y tres medallas en el Campeonato Europeo de Bobsleigh entre los años 1978 y 1986.

## Palmarés internacional
| Campeonato Mundial | Campeonato Mundial | Campeonato Mundial | Campeonato Mundial |
| Año                | Lugar              | Medalla            | Prueba             |
| ------------------ | ------------------ | ------------------ | ------------------ |
| 1985               | Cervinia (Italia)  | Medalla de oro     | Cuádruple          |
| Campeonato Europeo |                    |                    |                    |
| Año                | Lugar              | Medalla            | Prueba             |
| 1978               | Igls (Austria)     | Medalla de bronce  | Doble              |
| 1981               | Igls (Austria)     | Medalla de oro     | Cuádruple          |
| 1986               | Igls (Austria)     | Medalla de plata   | Cuádruple          |